# マッシモ・ヴァンニ
マッシモ・ヴァンニ (Massimo Vanni、1946年7月8日 - ）は、イタリアの映画およびテレビ俳優。1970年代初頭からスタントマンとして活動を始め、主にアクション物で活躍した。1980年代にはアレックス・マクブライドとパトリック・オニール(米国の俳優とはスペルが異なる)またはパトリック・オニール・ジュニアの変名を用いた。尚、アクション映画の監督として高名なエンツォ・G・カステラーリは親戚である。

## 経歴
ローマで生まれたヴァンニは、スタントマンとしてキャリアをスタート。いとこであるエンツォ・G・カステッラーリ監督が監督したいくつかのポリツィオッテスキ映画（警察映画とも呼ばれる）でタフな男を演じるという彼の最初の役割を果たした。彼は主に、ブルーノ・コルブッチ監督の映画シリーズ「インスペクター・ジラルディ（ニコ・ジラルディ）」でトーマス・ミリアンのコミカルな相棒であるガルギウロの役割で知られた。
マカロニ・ウエスタンに関わったのは1970代と遅く、主な活躍の場は警察映画や1980年代の戦争アクションやホラー物だった。カステッラーリの信頼厚いスタントマンの一人であるロッコ・レッロに師事し、1980年代にはスタント・コーディネーターとして一本立ちした。時には銃火器指導も担当する一方、ブルーノ・マッティが監督を務めた諸作ではアレックス・マクブライド（Alex McBride）としてクレジットされた。多くのアクション映画やアドベンチャー映画でもいくつかの主要な役割を果たした。 
マッティと組んだ作品には『ラッツ』（1984年/未/ビデオ）、『ストライク・コマンドー（地獄のバトル・コマンドー）』（1986年/未/ビデオ）、『ダブル・ターゲット』（1987年/未/ビデオ）、『マシンガン・ソルジャー/戦場の狼』（1987年）、『サイゴン野獣刑事』（1988年）、『サイバーロボ』（1988年）『ストライク・コマンドー2』、（1988/未/ビデオ）『サンゲリア2』（1988/未/ビデオ）、『エイリアンネーター』（1988/未/ビデオ）があり、マッティがヴィンセント・ドーンの変名を名乗ったこの時期の殆どの作品に参加している。因みに、『サイバーロボ』のエンドロールの配役紹介では彼の映像が流れても共演の黒人俳優の｢ジム・ゲインズ｣とクレジットされ、ゲインズの時も｢アレックス・マクブライド｣とクレジットされているミスがあった。　　　　　　
近年はイタリア映画界が斜陽のどん底の中、かつてのマカロニ臭のする作品が
減少したために多くの映画人は活動の場を失いつつある。そんなヴァンニも2002年にはレオナルド・ディカプリオ主演、マーティン・スコシージ監督のハリウッド大作『ギャング・オブ・ニューヨーク』に端役出演し、今日に至る。

## 主な出演作品
- 『死神の骨をしゃぶれ(超犯罪/ハイクライム)』(1973)
- 『復讐の銃弾』(未/ビデオ)(1974)
- 『オニオン流れ者』『ケオマ/ザ・リベンジャー』(未/ビデオ)(以上1976)
- 『フェラーリの鷹』『地獄のバスターズ』(未/ビデオ)(以上1977)
- 『コブラ/殺しの罠』(未/ビデオ)『戦場の謝肉祭』(未/ビデオ)(以上1980)
- 『最後のジョーズ』(未/ビデオ)(1981)
- 『ブロンクスウォリアーズ/1990年の戦士』(未/ビデオ)『砂漠の戦士/黒いライオン』(未/ビデオ)(以上1982)
- 『ブロンクスからの脱出』(未/ビデオ)『マッド・ファイター』(未/ビデオ)(以上1983)
- 『地獄の戦士/ブラスト・ファイター』(未/ビデオ)(1984)
- 『ライト・ブラスト』(未/ビデオ)(1986)
- 『人喰地獄/ゾンビ復活』(未/ビデオ)『七つの海のシンドバッド』(未ソフト化)(以上1989)
- 『肉の蝋人形』(1994)
- 『ギャング・オブ・ニューヨーク』(2002)
- Sartana's Here… Trade Your Pistol for a Coffin (1970)
- Street Law (1974)
- Emanuelle's Revenge (1975)
- Violent Rome (1975)
- Rome: The Other Side of Violence (1976)
- The Big Racket (1976)
- A Special Cop in Action (1976)
- The Heroin Busters (1977)
- Destruction Force (1977)
- Squadra antitruffa (1977)
- Fearless (1978)
- Hit Squad (1978)
- The House by the Edge of the Lake (1978)
- Little Italy (1978)
- The Face with Two Left Feet (1979)
- Assassinio sul Tevere (1979)
- The Last Hunter (1980)
- Day of the Cobra (1980)
- Delitto a Porta Romana (1980)
- Crime at the Chinese Restaurant (1981)
- The New Barbarians (1983)
- Escape from the Bronx (1983)
- Crime in Formula One (1984)
- Rats: Night of Terror (1984)
- Zombi 3 (1988)
- Robowar (1988)
- Strike Commando 2 (1988)
- After Death (1989)
- A Pure Formality (1994)
- The Wax Mask (1997)